# Мала Капела (тунель)
45°05′41″ пн. ш. 15°13′33″ сх. д. / 45.09473° пн. ш. 15.22597° сх. д.
Тунель Мала Капела (хорв. Tunel Mala Kapela) — автомобільний тунель у Хорватії на магістралі A1. Найдовший тунель Хорватії, довжина 5 821 метр. Прокладено під горою Мала Капела в напрямку з північного заходу на південний схід, сполучає два історичних регіони — Центральну Хорватію і Ліку. Північний портал тунелю знаходиться біля села Модруш (Карловацька жупанія), південний портал — біля села Єзеране (Лицько-Сенська жупанія). Найближчі міста до тунелю уздовж магістралі — Огулин на північ і Оточаць на південь.
Мала Капела має склад з двох тунелів, у кожному з них рух здійснюють в одному напрямку двома смугами.
Будівництво тунелю здійснювали в два етапи. В 2005 було побудовано перший тунель, в цьому ж році було відкрито рух цією дільницею магістралі, рух у тунелі тимчасово здійснювали в обох напрямках по одній смузі. В 2009 було закінчено будівництво другого тунелю, після чого трафік здійснюють чотирма смугами, у кожному з тунелів — дві смуги в одному напрямку.
A1 — платна автомагістраль, плату за проїзд тунелем стягують під час оплати проїзду магістраллю. Окремої плати за проїзд тунелем немає.

## Характеристика
Північний портал тунелю знаходиться на висоті 562 м над рівнем моря, південний — на висоті 575 метрів. Безкоштовний дублер автобану (шосе E71) долає гору серпантином, через перевал на висоті 880 м над рівнем моря. За рахунок невеликих вигинів біля обох порталів довжини двох тунелів різні, північно-західний має довжину 5 821 м, південно-східний — 5 780 м. Тунелі вириті за 25 м один від одного, сполучені 6 проїздами і 14 пішохідними проходами.
Ширина автомобільного полотна в обох тунелях — 7,7 метрів, дозволена швидкість руху — 100 км/год. Тунель обладнано автономною системою видалення води.
Тунель побудовано новоавстрійським методом, при прокладці застосовували бурові та вибухові роботи. Головну складність при прокладці представляли печери і карстові явища, які широко поширені в Далмації.
Тунель обладнано електронними покажчиками швидкості, які дозволяють варіювати максимально дозволену швидкість в залежності від дорожніх умов. У Малій Капелі встановлено обладнання, що дозволяє приймати дві FM-радіо станції і користуватися стільниковими телефонами.

## Трафік
Оскільки автомагістраль A1 є платною, трафік через тунель враховується за кількістю машин, що минули пункти оплати. Згідно зі статистикою, на дільниці траси, в яку входить тунель Мала Капела, денний трафік в середньому за рік становить 12 640 автомобілів, денний трафік в середньому за літо — 31 166 автівок. Настільки різке зростання руху влітку пояснюється тим, що магістраль A1 — один з основних шляхів, яким туристи прямують на курорти Адріатики.